# Миколаївська селищна територіальна громада (Сумська область)
Миколаївська селищна громада — територіальна громада в Україні, у Сумському районі Сумської області. Адміністративний центр — селище Миколаївка.
Площа громади — 457,35 км², населення — 10 213 мешканців (2018).
Утворена 18 серпня 2016 року шляхом об'єднання Миколаївської селищної ради та Бобрицької, Верхосульської, Луциківської, Марківської, Супрунівської, Товстянської, Тучненської сільських рад Білопільського району.
19 липня 2020 року, в результаті адміністративно-територіальної реформи та ліквідації Білопільського району, село увійшло до складу новоутвореного Сумського району.

## Населені пункти
До складу громади входять 42 населені пункти — 7 селищ (Зоряне, Калинівка, Лідине, Миколаївка, Слобожанське, Улянівка, Шевченківка), і 35 села:
- Аркавське
- Бакша
- Біликівка
- Бобрик
- Болотишине
- Бутовщина
- Валіївка
- Верхосулка
- Веселе
- Ганнівка-Тернівська
- Гостинне
- Жолобок
- Кленове
- Комарицьке
- Курасове
- Лохня
- Луциківка
- Марківка
- Машарі
- Мукіївка
- Олександрівка
- Павленкове
- Пащенкове
- Піщане
- Птиче
- Руда
- Рудка
- Самара
- Стрільцеве
- Сульське
- Супрунівка
- Сушилине
- Товста
- Тучне
- Хутір